# Luke Ridnour

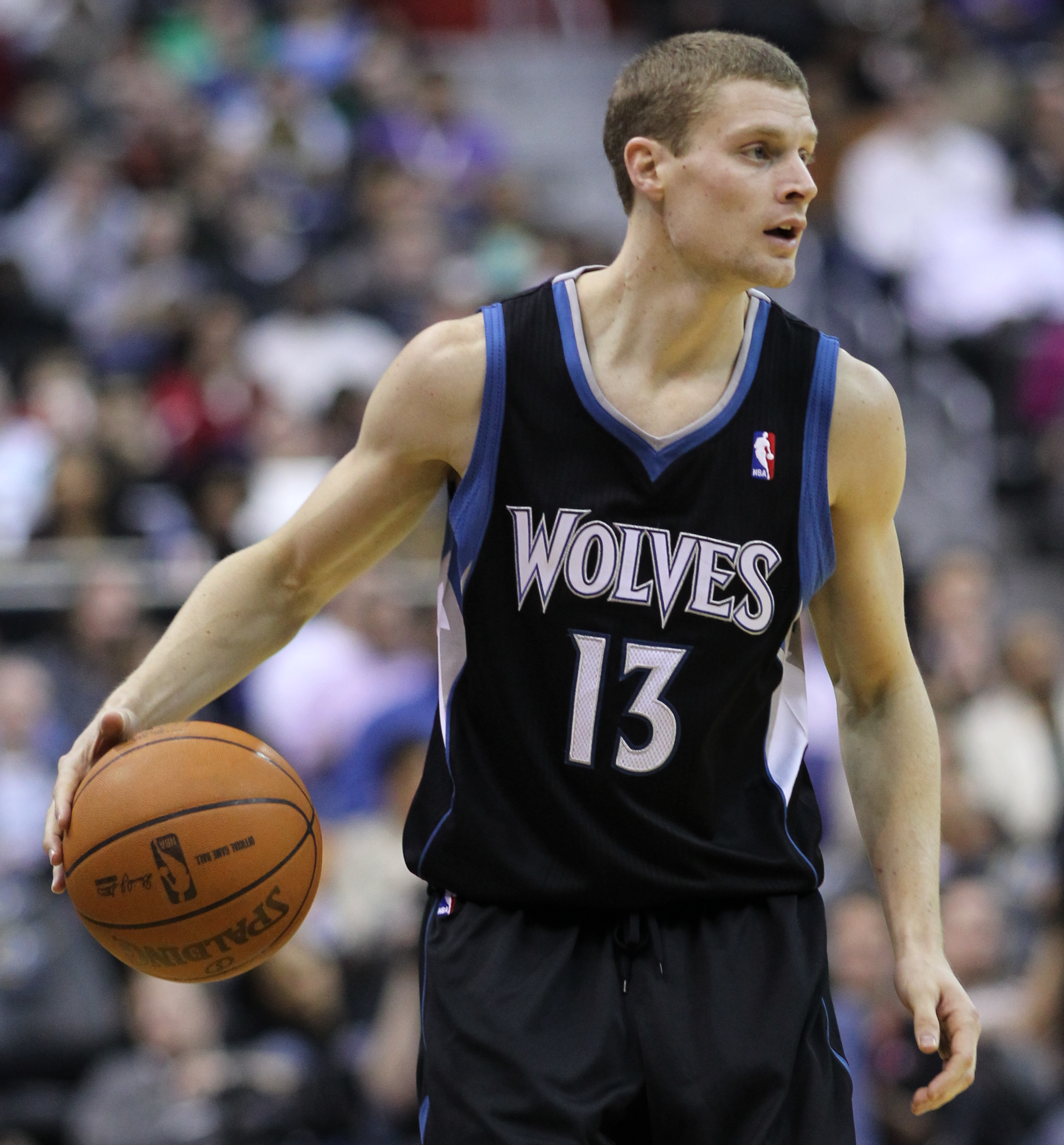
Luke Ridnour pelo Minnesota Timberwolves.

Lukas Robin "Luke" Ridnour (Coeur d'Alene, Idaho, 13 de fevereiro de 1981) é um ex-jogador profissional de basquetebol norte-americano, que jogava na posição de armador na National Basketball Association (NBA). Jogou entre 2003 á 2015 em franquias como: Seattle SuperSonics, Orlando Magic, Milwaukee Bucks, Minnesota Timberwolves e Charlotte Bobcats. Luke se aposentou em 2015, quando jogava pelo Orlando Magic.